# Бланкенхайн (замък)
Бланкенхайн (на немски: Schloss Blankenhain) е голям замък в Бланкенхайн, в близост до Кримитшау, Саксония, Германия.
Замъкът датира от XII век. Половината от него бива изгорена през 1661 и отново построена през 1699 (според някои източници - 1700). Замъкът приема своя сегашен бароков външен вид с мансарден покрив и кули с кубета през 1765 г.
От 1981 замъкът и заобикалящата го земя се развиват като отворен музей на земеделския и селски живот в Централна Германия между 1890 и 1990. Музеят покрива 11 хектара, включвайки в себе си 60 сгради.